# 新海倫娜 (內布拉斯加州)
新海倫娜（英語：New Helena）是位於美國內布拉斯加州卡斯特縣的非建制地區。

## 歷史
新海倫娜的郵局於1875年設立，其後於1910年停運。

## 地理
新海倫娜所處的海拔為高於海平面768米（即2520英呎），而該地所採用的時區為UTC-6，即北美中部时区（CST）。同時該地設有夏令時間，為UTC-6調快一小時，即UTC-5（CDT）。